# Флаг Весьегонского района
Флаг муниципального образования «Весьего́нский район» Тверской области Российской Федерации является символом общественно-исторического и административного статуса района.
8 июня 2001 года глава Весьегонского района И. И. Угнивенко принял постановление № 222 «Об утверждении Положения о гербе и флаге Весьегонского района». 30 августа 2001 года данное Положение было утверждено решением Собрание депутатов Весьегонского района № 57. Флаг внесён в Государственный геральдический регистр Российской Федерации с присвоением регистрационного номера 771.

## Описание
«Флаг Весьегонского района представляет собой прямоугольное жёлтое полотнище с воспроизведением на нем эмблемы муниципального герба. Пропорции полотнища 2:3».
Геральдическое описание герба гласит: «В золотом поле чёрный рак в столб».

## Символика
В основу флага Весьегонского района положен исторический герб города Весьегонска, Высочайше утверждённого 10 (21) октября 1780 года вместе с другими гербами городов Тверского наместничества: в верхней части щита герб Тверской, в нижней части щита «Рак черной в золотом поле которыми воды, окружающия сей город, весьма изобилуют».